# Ben K. Blake
Ben Kahn Blake (* vor 1920; † 25. Dezember 1954 in New York) war ein US-amerikanischer Filmproduzent, Filmregisseur und Drehbuchautor, der 1948 für seinen Kurzfilm A Voice Is Born für einen Oscar nominiert war.

## Biografie
Blakes Name im Filmgeschäft wurde erstmals 1920 erwähnt, als ihm die Aufsicht über das Stummfilmdrama Uncle Sam of Freedom Ridge übertragen wurde. Im darauffolgenden Jahr führte er Regie in dem Stummfilmdrama The Porcelain Lamp und trat dort gleichzeitig in einer kleineren Rolle auf.   
Im Jahr 1935 begann Blakes Verbindung mit dem Filmstudio Columbia Pictures, wo man auf ihn aufmerksam geworden war durch seine Arbeit als Produzent und Regisseur der unabhängig produzierten Serie Voice of Experience. Das führte zu weiteren Serienaufträgen, wie beispielsweise Film Vodvil, Community Sing oder Candid Microphon. Gleichzeitig produzierte Blake auch Musikkomödien in der Länge sowohl einer als auch zweier Filmrollen. Des Weiteren drehte er Dokumentarfilme, die unter den Serientiteln Broadway Follies und Ben Blake Specials daherkamen.
1948 war Blake in der Kategorie „Bester Kurzfilm“ (2 Filmrollen) für seinen Film A Voice Is Born, der die Geschichte des ungarischen Tenors Miklos Gafni während seiner Zeit in einem Konzentrationslager erzählt, für einen Oscar nominiert, der jedoch an Irving Allen und seinen Bergfilm Climbing the Matterhorn ging. In A Voice Is Born: The Story of Niklos Gafni arbeitete Blake mit seinem Sohn George zusammen, der die Regie für den Film übernommen hatte. George Blake, der in die Fußstapfen seines Vaters getreten war, arbeitete in mehreren Produktionen mit ihm zusammen.
Blake starb Weihnachten 1954 im US-Bundesstaat New York und fand seine letzte Ruhestätte auf dem jüdischen Friedhof Westchester Hills Cemetery.

## Filmografie (Auswahl)
als Regisseur
- 1920: Uncle Sam of Freedom Ridge (als Aufsichtsperson)
- 1921: The Porcelain Lamp (auch als Schauspieler;  als Ben Blake)
- 1928: Deliverance
- 1935: Love Is Never Blind (Kurzfilm; auch als Produzent + Autor)
- 1936: Runaway Marriage (Kurzfilm; auch als Produzent)
- 1937: Drug Store Follies (Kurzfilm; auch als Produzent, als B. K. Blake)
- 1938: Cuckoorancho (Kurzfilm; auch als Produzent)
- 1938: Two Sisters (auch als Produzent)
- 1941: Gay Tunes (Kurzfilm; auch als Produzent + Autor)
- 1942: Community Sing: Series 6, No. 5 – Goodfellowship Songs (Kurzfilm; auch als Produzent)
- 1943: Community Sing No. 9, Series 7: Rosie the Riveter (Kurzfilm; auch als Produzent + Autor)
- 1943: Community Sing No. 7, Series 7: Christmas Carols (Kurzfilm; auch als Produzent)
- 1944: Juke Box Saturday Night (Kurzfilm; auch als Produzent, als B. K. Blake)
- 1945: Community Sing No. 12, Volume 10 (Kurzfilm; auch als Produzent)
- 1945: Community Sing: Cowboy Hit Tunes (Kurzfilm; auch als Produzent + Autor)
- 1945: Sweet and Lovely (Kurzfilm)
- 1946: Community Sing 7655: No Can Do (Kurzfilm; auch als Produzent)
- 1946: Film Vodvil: Art Mooney and Orchestra (Kurzfilm; auch als Produzent)
- 1946: Community Sing 7659: Aren’t You Glad You’re You (Kurzfilm; auch als Produzent)
- 1946: Film-Vodvil Series 3, No. 6: Let Me Love You Tonight (Kurzfilm; auch als Produzent)
- 1946: Film Vodvil: Saxie Dowell and His Orchestra (Kurzfilm)
- 1946: Community Sing 7662: One-zy Two-zy (Kurzfilm; auch als Produzent)
- 1946: Film Vodvil. Bobby Byrne and Orchestra (Kurzfilm; auch als Produzent)
- 1947: Community Sing: Managua, Nicaragua (Kurzfilm; auch als Produzent)
- 1947: Community Sing 9651: Heartaches (Kurzfilm; auch als Produzent + Autor)
- 1947: Community Sing 9652: April Showers (Kurzfilm; auch als Produzent + Autor)
- 1948: Community Sing 9655 Feudin’ and Fightin’ (Kurzfilm; auch als Produzent + Autor)
- 1949: Community Sing 1655: June in January (Kurzfilm; auch als Produzent + Autor)
- 1952: The Dick Stabile Orchestra (Kurzfilm, auch als Produzent + Autor)

als Produzent
- 1935: Gus Van’s Music Shoppe (Kurzfilm)
- 1936: Teddy Bergman’s International Broadcast (Kurzfilm)
- 1937: Community Sing: Series 2, No. 3 – College Football Songs (Kurzfilm)
- 1937: Community Sing: Series 2, No. 4 (Kurzfilm)
- 1937: Community Sing: Series 2, No. 5 (Kurzfilm)
- 1938: Community Sing: College Songs (Kurzfilm)
- 1939: Community Sing: Songs of the West (Kurzfilm)
- 1939: Community Sing: The Parade of Hits (Kurzfilm)
- 1939: Community Sing: Strauss Waltzes (Kurzfilm)
- 1939: Community Sing: Songs of Romance (Kurzfilm)
- 1939: Community Sing: Old Time Songs (Kurzfilm)
- 1939: Community Sing: Stephen Foster Songs (Kurzfilm)
- 1939: Community Sing: Gypsy Songs (Kurzfilm)
- 1940: Columbia Panoramics: Tomorrow’s Stars
- 1940: New York Parade No. 1 (Dokumentar-Kurzfilm)
- 1941: Quiz Reel: Junior I.Q. Parade (Kurzfilm)
- 1942: Oddities (Dokumentar-Kurzfilm)
- 1943: My Wife’s an Angel
- 1944: Study in Brown (Kurzfilm;  als B. K. Blake)
- 1945: You Belong to My Heart (Kurzfilm)
- 1946: Film Vodvil: Three Sets of Twins (Kurzfilm)
- 1946: Community Sing 7656: That Feeling in the Moonlight (Kurzfilm)
- 1946: Community Sing: Chickery Chick (Kurzfilm)
- 1947: For Sentimental Reasons (Kurzfilm, Autor der Erzählung)
- 1947: A Voice Is Born (Kurzfilm)
- 1948: It’s a Pity (Kurzfilm; auch als Autor)
- 1949: American Heritage of Hospitality (Dokumentar-Kurzfilm;  als B. K. Blake)

als Drehbuchautor
- 1941: Lew White at the Organ (Kurzfilm)
- 1942: Crooning Melodies (Kurzfilm)
- 1945: Good, Good, Good (Kurzfilm)
- 1946: You Won’t Be Satisfied Until You Break My Heart (Kurzfilm)
- 1947: I’ll Close My Eyes (Kurzfilm; Erzählung)

## Auszeichnungen
- Oscarverleihung 1948: Oscarnominierung für A Voice Is Born